# Jmiivka, Ivankiv
Jmiivka (în ucraineană Жміївка) este localitatea de reședință a comunei Jmiivka din raionul Ivankiv, regiunea Kiev, Ucraina.

## Demografie
Componența lingvistică a localității Jmiivka
     Ucraineană (95,24%)
     Rusă (2,29%)
     Alte limbi (1,9%)
Conform recensământului din 2001, majoritatea populației localității Jmiivka era vorbitoare de ucraineană (95,24%), existând în minoritate și vorbitori de rusă (2,29%).